# Élections municipales gambiennes de 2023
Les élections municipales gambiennes de 2023 ont lieu le 20 mai 2023 afin de renouveler pour cinq ans les membres des conseils municipaux de la Gambie,.
Remportées par le Parti démocratique unifié (UDP), le scrutin est une défaite pour le Parti national du peuple (NPP) du Président Adama Barrow, qui s'était personnellement investi dans la campagne. L'UDP remporte ainsi la totalité des municipalités des grandes villes du pays, dont Brikama et la capitale Banjul,.